# República Popular da Coreia
A República Popular da Coreia (PRK) foi um governo provisório de curta duração, que foi organizado com o objetivo de assumir o controle da Coreia pouco depois da rendição do Império do Japão no final da Segunda Guerra Mundial. Funcionou como um governo no final de agosto ao início de setembro de 1945 até o estabelecimento do Governo Militar do Exército dos Estados Unidos na Coreia na parte sul da Península da Coreia pelos Estados Unidos. Depois que funcionou não oficialmente, e em oposição ao Governo Militar do Exército dos Estados Unidos, e foi forçado a se dissolver em janeiro de 1946.

## História

### Estabelecimento
As autoridades coloniais do Império do Japão solicitaram que fosse estabelecido um governo para garantir a segurança de suas pessoas e bens após a ocupação terminar. Sob a liderança de Yeo Un-hyeong, o recém-formado Comitê para a Preparação da Independência da Coreia (CPKI), comitês populares organizados em todo o país para coordenar a transição para a independência. Em 28 de agosto de 1945 a CPKI anunciou que iria funcionar como o governo nacional temporário na Coreia. Em 12 de setembro, ativistas do CPKI se reuniram em Seul e estabeleceram o PRK.

### Programa
O programa do PRK foi apresentado em 14 de setembro e tinha vinte e sete pontos. O programa incluía: "o confisco sem indenização de terras ocupadas pelos japoneses e colaboradores; distribuição gratuita de terras aos camponeses; aluguel de limites sobre a terra não redistribuída; nacionalização de grandes indústrias como mineração, transporte, serviços bancários, e comunicação; supervisão estatal das empresas de pequeno e médio porte; ... garantindo os direitos humanos e as liberdades fundamentais, incluindo os de expressão, de imprensa, de reunião e fé; sufrágio universal para adultos com mais de dezoito anos de idade; igualdade para as mulheres; reformas no direito do trabalho, incluindo uma jornada de oito horas, um salário mínimo, e a proibição do trabalho infantil; e "estabelecimento das relações com os Estados Unidos, União Soviética, Inglaterra e China, e da oposição positiva a quaisquer influências estrangeiras de interferência nos assuntos internos do Estado".

### Desenvolvimento no Norte
Ao norte do paralelo 38 N, a estrutura local do PRK foi mantido sob ocupação soviética para se tornar a base da estrutura partidária moderna norte-coreana (ver as origens do Partido dos Trabalhadores da Coreia).

### Desenvolvimento no Sul
Logo após o desembarque norte-americano em setembro de 1945, o novo Governo Militar do Exército dos Estados Unidos na Coreia, que controlava a península ao sul do paralelo 38 N, aboliu o governo PRK por decreto militar, principalmente por causa de suspeitas de que era comunista. Algumas unidades locais da República Popular permaneceram ativas na região de Jeolla e, especialmente, na Ilha Jeju, onde a sua presença, juntamente com gangues de jovens anti-comunistas, que contribuiu para as tensões que iniciou o evento conhecido como Massacre de Jeju.

## Desenvolvimentos a nível nacional
No início de novembro foi criado o Conselho Nacional de Sindicatos da Coreia (NCKLU) e seu endosso do PRK e seu programa. Em dezembro criaram a Liga Nacional de Sindicatos Camponeses, a Liga da Juventude Democrática da Coreia e a Liga das Mulheres, e seu apoio ao PRK.